# 090えこといっしょ。
『090えこといっしょ。』（ぜろきゅうぜろ えこといっしょ）は、亜桜まるによる日本の漫画作品。講談社『週刊少年マガジン』にて、2005年第38号から2006年第50号まで連載された。全60話。通称は090。話数表記は「call」。
2007年3月、ドラマCD化された。

## あらすじ
中学2年の少年・ヒロシは、携帯電話が大嫌いだった。しかし、ある日壊れて捨てられていた携帯電話に、なぜか心を惹かれ、修理してもらうことに。数日後、修理が済んだ携帯電話は、巨大な箱で届いた。そして中には、可愛い女の子が入っていた…!?
こうして、美少女型をした携帯電話・えこと、ヒロシとの珍妙な生活が始まった。

## 主な登場人物
茶の水 ヒロシ（ちゃのみず ヒロシ）
1992年12月28日生まれ。中学2年生の14歳。血液型はA型。身長165cm、体重53kg。スポーツ刈り風の清潔な短髪（イガグリ頭）。趣味は掃除と洗濯、嫌いなものはシイタケ。料理は上手く、将来の夢は板前かコックになること。
学校では2年J組。会長の真琴に無理やり生徒会に入れられ、副書記代理補佐見習いを担当。とある事情で、1人暮らしをしていた。
色々な理由で携帯電話を嫌っていたが、ある時、捨てられていた携帯電話を見て何故かそれに心を惹かれ、修理して使うことに。ところが、届いたのは人間大の美少女型をしたシロモノであった。もちろん、ごく普通の形の携帯電話がほしかったのだが、機種変更には135万円もかかると聞き、普通に解約できるまでの10ヶ月間は、美少女型の携帯電話を使うことにした。携帯電話に関する知識は皆無で、着メロと聞いて「茶苦目露」、メールと聞いて「芽絵流」、写メと聞いて「シャチ+サメ」など、意味不明な当て字や生物を想像したほど。次第に、えこのことを気に入るようになってきている。
実は日本の経済界を牛耳る大王子グループ創始者にして、現会長である茶の水源十朗の孫であり、遺族相続権を有している。そのため命を狙われるも、えこに助けられた。
えこ
ヒロシの元に届けられた、天然の美少女型の携帯電話。最新型で、説明書によると「完全完結自律型超合金携帯電話」。頑丈だが水には弱く、風呂に入って一度あの世を見ているが、後に防水スーツをもらって温泉にも入れるようになった。
届いた時は、左耳の後ろに白い円形の部品があったが、ヒロシの「普通のケータイっぽく」という言葉を聞き、これに旧来の伸縮式アンテナを取り付けた。円形の部品は、フタを開けると中に古めかしい回転式のダイヤルがある。通話の発信にはこれを使う。
充電用の端子は腰にあるが（カバーつき）、自分ではプラグを挿せない。また、プラグを挿すのは恥ずかしいことらしく、自分の持ち主以外には許さない。
2005年8月31日生まれ。血液型（?）は水銀。身長153cm、体重800kg。出力は最大101万馬力で、怪力の持ち主。腰まで届く赤みを帯びた栗色のロングヘアー。右後ろで一束をまとめている。胸はやや大きめからちびえこから戻った時には「かなり大きめ」にグレードアップした。
趣味はヒロシ。嫌いなものはゴキブリ。将来の夢は、立派な携帯電話になること。両腕にロケットアームを装備しており、嫌いなもの、特にゴキブリを見かけると反射的に発射する。ちびえこの時にはスタンガンの様な機能も付属されていた。電卓機能の使用時や電話帳の登録件数を見るときは手の甲に画面が現れている。
「えこ」という名前はヒロシがつけた。由来は、ヒロシの祖父（源十朗かどうかは不明）が開発に参加していた戦闘機F-104 スターファイターの愛称「栄光」から。
何故か着信履歴は紙に書いてヒロシに渡す。また、番号登録も手書き。着メロは自分で歌うが少々音痴。しかも、当初のレパートリーは演歌ばかりだった。音痴を直すべく沖縄まで行って特訓したが、結局直らなかった。最近はフォークソングもレパートリーに入った模様。着メロを“歌う”時は、曲に合わせたコスチュームを着る。「形から入る」タイプらしい。
メール担当の「佐藤くん」を飼っている。
なぜか、自分専用のごく普通の最新型携帯電話を持っている。
人間の世界のことは、よくわかっていない。イトコと聞いて「糸こんにゃく?」と思ったほど。しかし携帯電話のマナーは徹底されており、ペースメーカーを付けた人の近くでは、絶対に通話しない。
甘いものが好き。寿司は「すっぱい」らしく、口に合わなかった。
温泉に入りすぎて縮小し、「ちびえこ」状態になったことがある。その後、学校で謎のキノコを食べて元の大きさに戻った。ついでに胸も大きくなった。
call59で080を倒すために自爆した。その後、Last callで特別の特別に修理されて、再びヒロシの元へ帰りcall1と同様にブロックでヒロシを殴った。
川澄 真琴（かわすみ まこと）
1992年5月5日生まれ。血液型はAB型。身長162cm、体重47kg。胸が薄いのが悩み。
中学2年生。学校では2年A組。1年の頃から生徒会長。男子用の制服で通学し、一人称も「ボク」だが、れっきとした女の子。ショートヘアーだが、たすき用の細長いオレンジ色の布でカチューシャ風にしている。余った長い布は後ろに流し、新撰組の剣士をイメージさせるスタイル。趣味は歌舞伎の鑑賞、嫌いなものはない。将来の夢は人並みの幸せ。書道3段。成績は学年2位だったが、最近1位になった。スポーツも得意。
家は貧乏。妹、弟と3人暮らし。内職で生活費を稼いでいるらしく、造花作りが得意。家ではワイシャツ姿。
料理は苦手らしい。真琴が料理をすると言うだけで、弟妹がパニックになるほど。
小学生の頃は人付き合いが下手なために冷たい人間だと誤解され、いじめの対象になっていた。
ヒロシのことが大好きで、片想い中。何とかしてヒロシと一緒にいる時間を少しでも増やそうとして、ヒロシを生徒会に入れた。さらに、副会長に昇格させようとしている。合宿においてヒロシに告白したが、ヒロシには真琴にとり付いていたタヌキが言ったのだと思われている。ヒロシが好きになったきっかけは、友人がいない自分に話しかけてくれて、さらにヒロシが貸したときに汚すなと言った自分のノートを身を挺して守ってくれたから。
責任感が強く、1人で頑張り過ぎてしまうところがあり、過労で倒れたことがある。
最近になってようやく携帯電話を持とうとするが、ヒロシと同じようにショップで廃棄寸前になっており心惹かれるものにしたところ、PHSを購入してしまい、さらにそれがえこのような、言うなれば「完全完結自律型超合金PHS」が届き後にナノと名付けられた。
call58でヒロシを庇い、再び告白したがその時に左頬に傷を負った。

ナノ
真琴の元に届けられた、美少女型のPHS。最新型で、説明書によると「完全完結自律型超合金PHS」。大阪で製造されたらしく、話し言葉は関西弁。ギャグにもうるさく、激しいツッコミ体質。ハリセンを自由自在に取り出せる。そのハリセンには「なんでやねん」とか「どないやねん」と書かれていることがある。“さぶいボケ”が大嫌い。旧名「なにわ」。
PHSであることに高いプライドを持っており、携帯と呼ばれると激怒する。
充電用の端子は背中にあり、えこと同様に自分ではプラグを挿せない。
2006年5月10日生まれ。血液型（?）は「どろソース」（自称）。
薄いオレンジのロングヘアーを、紺色のリボンでツインテールにしている。服も同じ色のマント風ワンピース。なお、髪のリボンが受話器になっている。おでこが広い。
メール担当の子飼いは「風間小太郎」。
PHSとしてのプライドと、携帯電話に対するコンプレックスにより、当初はえこと仲が悪かったが、お互いにいい持ち主に巡り会った幸せを知り、今はえこと仲よしになっている。
真琴の弟の豊にお笑いの才能があるのを見抜き、2丁目のスターダムとするのが自らの使命だと思っている。
「ナノ」という名前は、真琴がつけた。由来は、もう一人の家族を意味する「＋1」→「＋｜」→「＋／」→「ナノ」から。本人は「センスがない」と言いつつも、“家族の一員”になる、という意味がとても嬉しかったらしい。
真琴が当初考えていた名前は「さざんか」「電話子」「TEL娘（むす）。」さらに真琴は「ラブ子」「ハイカラちゃん」も捨てがたかったらしい。
携帯電話の秘密を知っている。また、えこと違い飛行できるが、みだりに飛ぶことは真琴により禁止されている。体重もえこよりかなり軽い。
真琴とヒロシを近づけさせようと奮闘している。
遠山 静香（とおやま しずか）
中学2年生。13歳。真琴が生徒会長になった時と同時に副会長になった。真琴と出会う以前は学校では目立たぬように行動していたが、真琴から体育の授業で勝負を挑まれ、それを機会に半ば強引に生徒会に入ることになる。真琴と行動を共にするようになってからは生徒会長の役に立つことを至上の喜びとしており、真琴より一歩引いた位置を保とうとしている。ただ、真琴よりもかなり胸が大きいこと（Eカップ）を気にしている。成績は学年7位で、運動神経もよい。特に音楽に関しては、教師から一番と言われるほど優秀。
頭の悪いヒロシが生徒会にいることを快く思っておらず、ヒロシが真琴のそばにいることが、真琴が精神的に弱くなる原因であると考えており、ヒロシをどうにかして真琴から距離を開けようとする。それ故か真琴が携帯解禁を打ち出した直後にそれを非難する落書きを行ったり、それが原因で真琴を傷つけてしまった影響から学校をサボるなど、自暴自棄な行動が目立ち、不良の道に外れそうになったときには劉に助けてもらった。眼鏡を外すと劉同様3の形の目になる。携帯電話を購入。修理後に届いたためいつもの展開となったが…。
タコさんパンツをはいていたことがある。
妙子とは親友で、妙子を「たえこ」と呼んでいる。
最後の方では「劉のヤツ」とか「人妻」までとか言われてしまった。
劉 岳星（りゅう がくせい）
1992年11月20日生まれ。中学2年生の少年。名前の通り (?) 、留学生である。
サラサラの髪で、眼鏡をかけている。ヒロシとは従兄弟の関係に当たるが、ヒロシとは「月とスッポン」と言われるほどの美形。眼鏡を外すと漫画らしく3の形の目になる。最近では目だけではなく、耳や口までもが3の形になる事が判明。
学校では応援団の団長。文武両道に秀でており、成績は学年1位だったが、最近真琴に抜かれて2位に転落。女子に人気が高いが、誰とも交際しようとはしない。
えこに一目惚れし、即座に交際を申し込んだ。いったんはヒロシからえこを“借りて”帰ったが、えこがピンチの時に捨て身で救ったヒロシには勝てないと感じ、身を引いた。
生徒会の合宿における露天風呂での会話以降、静香と関わる機会が増えている。不良の道に外れそうになったときも救っている。静香と視力がほぼ同じで静香から眼鏡を貸してもらったことがある。携帯電話を購入時に破損、修理後に届いたためいつもの展開となったが…。
カレーはチキンカレーよりビーフカレー派。
赤ちゃんの携帯
劉と静香の持つ携帯電話。2人に対する危機に重要な役割を持つと考えられたが、作中では描かれなかった。ちなみに髪の毛が1本立っている方が静香、2本が劉の物。ヒロシ曰く「子はかすがい」。
佐藤（さとう）
えこの子飼いで、メール運搬係。8歳。
忍者の姿をしており、いつも「@」が描かれたハチマキをしている。「飛び佐藤」の通り名を持ち、見かけによらず凄腕らしい。
口調は「おじゃる」調で、ヒロシを「殿」、えこを「姫」と呼ぶ。
甘いものが大好き。
呼び出すには、えこが狼煙を上げたり、ホラ貝を吹いたりする必要がある。メールの発信や返信は直接話せばよい。ただし顔文字の入力は、実際にその表情をする必要がある。受信メールは、巻物やあぶり出しなどで渡してくれる。
「母上」や「里」に関する、深刻な秘密があるらしい。
最近、戻ってこない。
Last callで小太郎と共に妹のあやねを取り返し、今は3人でナノの元にいる。
風間 小太郎（かざま こたろう）
ナノの子飼いで、メール運搬係。
佐藤と同じく忍者の姿をしており、いつも「.Com」と描かれたハチマキをしている。また、右目に昔の海賊風の黒い眼帯をしている。
趣味は「虐殺」（自称）。また、語尾に「だっちゃ」をつける癖がある。
呼び出す時は、ナノが「かに道楽」のCMソングを歌う必要がある。
「風魔」の1人。強力な術を使い、かつて佐藤の里を滅ぼした張本人らしい。佐藤のメール運搬を妨害したこともある。
海老沢 妙子（えびさわ たえこ）
1992年3月17日生まれ。中学2年生の14歳。血液型はO型。身長148cm、体重37kg。
桜丘学園の技術工学科に通う。少しシャギーの入った栗色のショートヘアー。ツリ目で、なぜかいつもしかめ面をしている。兄が1人いる。
海老沢コーポレーションという大企業の娘で、彼女一人の貢献により技工科がもっていると言わしめる程の技術力がある。
胸は静香より大きく（Fカップ）、真琴が嫉妬している。
将来自立二足歩行型ロボットを開発することが夢であり、えこを見たときに彼女をそれだと思って、それ以来ストーカーの様に後をつけたりする。一度は捕らえて調査するものの、その技術が解明できず、いったん解放している。
劇中アニメ『アンマンマン』のファンで、ぬいぐるみなどのグッズを多数所有している。特にお気に入りはジャムお兄さん。担任教師がアンマンマンを絶賛した時には、彼を「同士」と呼んでいた。
ヨシタカに静香の告白の練習台にされたことに激怒、彼にアッパーを食らわせた。その後、よく絡んだり、気にしたり攻撃対象にしたりしている。また、それ以前からしてやられることもあった。2人でアンマンマンの映画を見に行ったこともある。その後、キャラが変わってしまった。クリスマスは以降はヒロシ曰く「アイツらの関係て…」。
技工科らしく、愛用の武器はモンキーレンチ。持っているヘルメットにはRRの文字が書いてある。
海老沢グループ=自分、と扱われるのを嫌う。特に、家業を継ぐのだけは絶対にイヤ。さらに、実兄の静馬が嫌い。
ボケる時は、2つ前に他人が使ったネタを繰り返す。
生徒会の静香とは友人で、静香を「シズカ」と呼んでいる
与志 ヨシタカ（よし ヨシタカ）
ヒロシの同級生で親友。エロい性格で、浮気性。そのため、色々な女の子にアタックをかけるものの、大概撃沈している。最近狙ったのは副会長の静香だが、見事に相手にされなかった。 本人はあまり気にしていないようだが、成績がとても悪い（ただし保健体育だけは5）。
カーリング部に所属。超弱小部だったが、折しもオリンピックのおかげで部員が急増した。
妙子に通知表で勝ち、デート権を獲得したものの、ネコの着ぐるみを着た人物を妙子だとわからず、静香への告白の練習台にしたところ殴られた。しかし2人でアンマンマンの映画を見に行ったこともある。その後、キャラが変わったことに心打たれている。それ以前に妙子にはしてやったり、アンマンマンの限定非売品で釣ることもあった。クリスマス以降はある意味での恋人以下での関係（?）。
性格上、男子のファンが多い。
安天那のおっちゃん（あんてなのおっちゃん）
仲野区にある小さなラーメン店「安天那」店主の頑固オヤジ。52歳。
かつては日本中で携帯電話のアンテナを建てまくり「アンテナの源さん」と呼ばれていたが、今は携帯電話やアンテナに詳しいことは極秘らしい。
えこを携帯電話と知らず、追い払うために水をかけてしまい、お詫びに手作りのアンテナをくれた。手作りアンテナは、カセットコンロ・ラーメン鉢・割り箸・胡椒入れの組み合わせらしい。
えこが温泉に入れるように防水スーツを作ってくれたりもした。ただしおっちゃんは、トンコツスープを仕込んでいる中で偶然できたと言っている。
ラーメン店の「安天那」は、行列ができる人気店らしい。
ヒロシの姉ちゃん
ヒロシの実質的な保護者。今のところかなりグラマーな体つきをしており、今は南国の様な場所にいる以外は一切不明。佐藤を初めて見た時に彼をストラップにしている。それ以来、彼は戻って来ない。また、初期の頃と次に出てきた時とは体格が違う風に見受けられる。
川澄 忍（かわすみ しのぶ）
真琴の妹。11歳。ぜんそく持ち。
料理が上手く、川澄家の「料理番長」。
川澄 豊（かわすみ ゆたか）
真琴の弟。8歳。
真琴を「お姉ちゃん」、忍を「ちー姉ちゃん」と呼ぶ。
お笑いの才能があるらしく、ナノには「原石」と思われている。
桜屋 トモ（さくらや トモ）
ヒロシのクラスメイトの少女で、学級委員長。ガッツのある明るい性格。
ロングヘアー。大きなリボンでまとめている。
心臓ペースメーカーを使っている。えこたちとエレベータに閉じ込められた時、決して通話発信をしなかったえこに、強い好感を抱いた。その後、えこやヒロシたちとは仲がいい。時々、昼食を一緒に食べている。
淀橋 ユウ（よどばし ユウ）
ヒロシのクラスメイトの少女で、トモの親友。カメラが好きで、いつもコンパクトデジタルカメラを持ち歩いている。
腰まで届くロングヘアー。眼鏡をかけている。
那須 メグコ（なす メグコ）
ヒロシのクラスメイトの少女で、トモの親友。ぬいぐるみが好きで、少し子供っぽい性格。
ショートヘアーで、頭の右上でボンボンのついた髪ゴムで小さな束を作っている。
市丸（いちまる）
ヒロシのクラスメイトの少女。ファーストネーム不明。
かなり胸が大きい。女子更衣室で着替え中、事故でヒロシに覗かれてしまった。
茶の水源十朗
日本の経済界を牛耳る大王子グループ創始者にして、現会長。生涯現役を望んでおり後継者を潰そうと画策している。
080
源十朗の携帯電話。ヒロシを拉致し、殺そうとした。スタイル抜群。体からレーザーを出し、バリアを張れる。最後はえこの決死の自爆により、消滅。その後は不明。

## 主な舞台
茶の水家
ヒロシの自宅。いろんな事情により、ヒロシが1人暮らしをしていた。今はえこと2人（?）暮らし中。
オートロック装備の賃貸マンション。家賃は、家族（海外にいる姉）が払っている。
携帯電話の電波が入りにくく、室内は圏外になりやすかったが、安天那のおっちゃんに手作りの中継アンテナをもらい、電波が安定するようになった。
桜丘学園中学校（さくらがおか がくえん ちゅうがっこう）
ヒロシや真琴たちが通う中学校。校則で携帯電話を持っての通学は禁止されていたが、実際には授業を妨害しなければ黙認されていた。最近、成績1位を取った生徒会長・真琴の希望が通り、生徒の携帯電話やPHSの所持が解禁になった。ただし授業中は電源を切った上、各教室に備え付けの「2-A携帯入れ」などと書かれているダンボール箱に入れておく必要がある。
文化系クラブは生徒会が、体育系クラブは応援団が、それぞれ管轄する。生徒会と応援団は常に対立している。
面積は5万平方メートル、全校生徒は約2,000人。
川澄家
真琴の自宅。両親はいないらしく、真琴・忍・豊の3人に、ナノを加えた4人（?）が暮らしている。
古い木造2階建の一戸建。貧乏で、布団も1組しかない。夜は、真琴を中央に左右に忍と豊の家族3人が並び、身体を寄せ合って寝る。
最近、ナノが白い猫を拾ってしまい、家族の一員に加わった。家族の食費とナノの料金に加えて猫の食費も加わり、経済状況が心配される。

## 携帯電話の秘密
- 携帯の人形そのものが携帯を購入した人間を選び、携帯本体そのものに入り込む。
- また、持ち主となる人間が近い将来危機に陥る可能性がある場合、守る必要があるため人形となる。人間体の状態は人それぞれ。

## 書誌情報

### 単行本
講談社より「講談社コミックス マガジンKC」として刊行。全4巻。
第4巻を除き、初版分の帯には漫画家やタレントの推薦コメントが掲載されている。
1. 2006年4月17日発行、ISBN 4-06-363651-8、帯の推薦コメントは桜場コハル
2. 2006年7月14日発行、ISBN 4-06-363697-6、帯の推薦コメントは瀬尾公治
3. 2006年10月17日発行、ISBN 4-06-363738-7、帯の推薦コメントは猫ひろし（読者投稿の「えっこヒロシ!」から推薦コメントに登場）
4. 2007年1月17日発行、ISBN 4-06-363778-6

### 小説版
菜の花すみれによる小説版が、「講談社KCノベルス」として2007年8月15日に発売されている。
1. 090えこといっしょ。 携帯少女はみんなのもの♪（2007年8月15日発売）ISBN 978-4-06-373310-5

## ドラマCD
えこといっしょ。 CDでもいっしょ。 vol.1
スターチャイルドより2007年3月21日（KICA-837）に発売されている。
ライナーノートには、亜桜まる描き下ろし4コマ「『えこといっしょ。』のCDができるまで」2本が収録されている。
キャストは、以下の通り。
- えこ - 酒井香奈子
- 川澄真琴 - 田村ゆかり
- 茶の水ヒロシ - 鈴木千尋
- 与志ヨシタカ - 鳥海浩輔
- 劉岳星 - 斎賀みつき
- 遠山静香 - 柚木涼香
- 海老沢妙子 - 森永理科
- ナノ - 植田佳奈
- 桜屋トモ - 永井真衣
- 那須メグコ - 仲井絵里香
- 淀橋ユウ - 中島裕美子
- 飛び佐藤／安天那のおっちゃん - 井上和彦